# شورلك رو (باركشير)
شورلك رو (بالإنجليزية: Shurlock Row)‏ هي قرية تقع في المملكة المتحدة في جنوب شرق إنجلترا.